# Arthrosporella ditopa
Arthrosporella ditopa är en svampart som först beskrevs av Rolf Singer, och fick sitt nu gällande namn av Rolf Singer 1970. Arthrosporella ditopa ingår i släktet Arthrosporella och familjen Tricholomataceae.   Inga underarter finns listade i Catalogue of Life.